# Stephan Mensah
Stephan Mensah (* 1. Juni 2000 in Karlsruhe) ist ein deutsch-ghanaischer Fußballspieler. Der Stürmer steht seit der Saison 2024/25 bei Kickers Offenbach unter Vertrag und ist ehemaliger Nachwuchsnationalspieler.

## Karriere

### Verein
Der gebürtige Karlsruher begann mit dem Fußballspielen 2009 in der U10 des Karlsruher SC und durchlief dort alle Jugendmannschaften.
Im Sommer 2019 erfolgte sein Wechsel zum Drittligisten SpVgg Unterhaching. Dort kam er auch zu seinem ersten Einsatz im Profibereich, als er am 26. Oktober 2019, dem 13. Spieltag, beim 0:0-Heimuntentschieden gegen den FSV Zwickau in der 85. Spielminute für Felix Schröter eingewechselt wurde. Ohne einen weiteren Ligaeinsatz wurde der Mittelfeldspieler Ende Januar 2020 bis Saisonende gemeinsam mit seinen Mannschaftskameraden Alexander Kaltner, Christoph Ehlich und Niclas Anspach in die Regionalliga Bayern an den Kooperationsverein TSV 1860 Rosenheim verliehen. Nach Ablauf der Leihe kehrte er zur SpVgg zurück. Im Januar 2022 wechselte Mensah fest zum TSV 1860 Rosenheim.
Im Sommer 2022 wechselte er zum Chemnitzer FC in die Regionalliga Nordost und erhielt einen Zwei-Jahres-Vertrag. Nach Vertragsende schloss er sich Kickers Offenbach aus der Regionalliga Südwest an.

### Nationalmannschaft
Am 17. November 2016 absolvierte er sein erstes von zwei Spielen für die deutsche U17 gegen Island. Beim 7:2-Auswärtssieg wurde er in der 41. Spielminute für Kilian Ludewig eingewechselt und erzielte in der 70. Spielminute seinen ersten Länderspieltreffer zum zwischenzeitlichen 6:2. Knapp ein Jahr später am 12. Dezember 2017 debütierte er gegen Serbien für die U18. Auch zwei Täge später beim 0:0 gegen Israel lief er für das Team auf.